# Michael Santos
Michael Nicolás Santos Rosadilla (Montevideo, 13 de marzo de 1993) es un futbolista uruguayo que juega como delantero en  Club Atlético Vélez Sarsfield de la Primera División de Argentina.

## Trayectoria
Hizo baby fútbol en el Wanderers de Pando desde los cinco años hasta los nueve, en el Nacional de Pando, con diez y once años, en San Luis de Pando, con doce y trece y después en Sub-14 y Sub-15 volvió a Wanderers y en mitad de año de la Sub-15 se fue a jugar a Montevideo, a River Plate. Realizó las divisiones formativas con los darseneros.
El 13 de febrero de 2011 debutó como profesional en el primer equipo de C. A. River Plate; ingresó en el segundo tiempo para enfrentar al Rampla Jrs., el partido terminó 2 a 1 en contra. Luego no fue tenido en cuenta para la temporada. En el Torneo Clausura de 2012 volvió a tener oportunidades y anotó su primer gol como profesional, frente al Fénix cuando el partido estaba 1 a 1. El partido terminó 2 a 1 a favor de los del Prado. En la temporada 2012-13 concretó un gol en ocho partidos. En la temporada 2013-14 anotó ocho goles en los veintidós partidos del Campeonato Uruguayo que jugó. Y por la Copa Sudamericana aportó dos goles en cuatro partidos. Comenzó la temporada 2014-15 anotando el único gol del partido por la Sudamericana ante el Universidad Católica en Chile.
El 2 de febrero, anotó el primer gol para River Plate en la historia de la Copa Libertadores, de penalti contra el Club Universidad de Chile en el estadio Domingo Burgueño Miguel, en el partido de ida de la primera fase y finalmente ganaron 2 a 0. Santos fue el capitán del equipo, y el mejor jugador del partido, estuvo los 90 minutos en cancha. La revancha contra Universidad de Chile la jugaron el 9 de febrero, en el Estadio Nacional, empataron 0 a 0 y clasificaron a la fase de grupos. Santos volvió a ser elegido el mejor jugador del partido.
Viajó a España el 11 de febrero, para realizarse una revisión médica en las instalaciones de Málaga C. F. Jugó la segunda mitad de la temporada 2015-16 en River, tanto el Torneo Clausura como la fase de grupos de la Copa Libertadores. Finalizó el Campeonato Uruguayo con once goles en veintitrés partidos, mientras que en la Libertadores, anotó cuatro tantos en siete encuentros. Se despidió de River Plate con un total de 105 partidos disputados con el equipo y 51 goles concretados.
Comenzó la pretemporada 2016-17 con Málaga y debutó el 16 de julio de 2016; fue en un partido amistoso contra Algeciras C. F. en el que ingresó en el segundo tiempo, le cometieron un penal y convirtió su primer gol con el club, para cerrar el encuentro 4 a 0.
De cara a la temporada 2017-18 fue cedido al Real Sporting de Gijón, donde marcó diecisiete goles en treinta y seis partidos en Segunda División. En la siguiente campaña se incorporó al C. D. Leganés también en calidad de préstamo. Una temporada después fue traspasado al F. C. Copenhague. Regresó cedido al C. D. Leganés en septiembre de 2020. El 31 de enero de 2021 se canceló la cesión y rescindió su contrato con el equipo danés. Unos días después se hizo oficial su vuelta al fútbol sudamericano tras firmar por C. A. Talleres argentino.

## Selección nacional

### Categorías inferiores
El 21 de mayo de 2015 fue incluido en la lista preliminar de 30 jugadores para defender a la selección de Uruguay en los Juegos Panamericanos de Toronto.
El 17 de junio fue confirmado en la lista de 18 jugadores para defender a la Celeste en los Panamericanos que se realizarán en Canadá. Debutó en la competición internacional contra Trinidad y Tobago el 13 de julio, fue titular y ganaron 4 a 0. En el segundo partido, jugó los 90 minutos pero perdieron 1 a 0 contra el campeón de la edición anterior, México. En el último partido por la fase de grupos, debían ganarle a Paraguay para pasar a la fase final y lograron derrotarlo 1 a 0. En la semifinal se cruzaron con Brasil, la Celeste jugó con un hombre de menos desde el minuto 10 y perdía 1 a 0, pero al minuto 86 Andrés Schetino convirtió el empate, ni bien sacó Brasil le robaron el balón y Brian Lozano le dio un pase en profundidad a Santos, corrió por la derecha y definió con tres dedos rompiendo la resistencia del arquero, Uruguay lo dio vuelta y ganó 2 a 1. En la final, se encontraron nuevamente con México, el partido lo dominó la Celeste, al minuto 11 el volante Brian Lozano convirtió el único gol del encuentro de tiro libre, lo que permitió ganar la medalla de Oro en los Juegos Panamericanos, la única que logró Uruguay.

#### Participaciones en categorías inferiores
| Competición                  | Sede   | Resultado      | Partidos | Goles |
| ---------------------------- | ------ | -------------- | -------- | ----- |
| Juegos Panamericanos de 2015 | Canadá | Medalla de oro | 5        | 1     |

| Detalles de partidos con la sub-22 | Detalles de partidos con la sub-22 | Detalles de partidos con la sub-22 | Detalles de partidos con la sub-22 | Detalles de partidos con la sub-22 | Detalles de partidos con la sub-22  | Detalles de partidos con la sub-22 | Detalles de partidos con la sub-22 | Detalles de partidos con la sub-22 | Detalles de partidos con la sub-22 |
| N.º                                | Rival                              | Resultado                          | Fecha                              | Lugar                              | Competencia                         | Goles                              | Asistencias                        | Ref.                               |                                    |
| ---------------------------------- | ---------------------------------- | ---------------------------------- | ---------------------------------- | ---------------------------------- | ----------------------------------- | ---------------------------------- | ---------------------------------- | ---------------------------------- | ---------------------------------- |
| 1                                  | Trinidad y Tobago                  | 4:0 (3:0)                          | 13 de julio de 2015                | Hamilton · Canadá                  | Juegos Panamericanos Fase de grupos | -                                  | -                                  | 1                                  |                                    |
| 2                                  | México                             | 0:1 (0:0)                          | 17 de julio de 2015                | Hamilton · Canadá                  | Juegos Panamericanos Fase de grupos | -                                  | -                                  | 2                                  |                                    |
| 3                                  | Paraguay                           | 1:0 (0:0)                          | 21 de julio de 2015                | Hamilton · Canadá                  | Juegos Panamericanos Fase de grupos | -                                  | -                                  | 3                                  |                                    |
| 4                                  | Brasil                             | 2:1 (0:0)                          | 23 de julio de 2015                | Hamilton · Canadá                  | Juegos Panamericanos Semifinales    | 87'                                | -                                  | 4                                  |                                    |
| 5                                  | México                             | 1:0 (1:0)                          | 26 de julio de 2015                | Hamilton · Canadá                  | Juegos Panamericanos Final          | -                                  | -                                  | 5                                  |                                    |

### Absoluta
El 29 de agosto de 2015 fue convocado por primera vez a la selección absoluta de Uruguay, como reemplazo de Abel Hernández por lesión, para jugar 2 amistosos en la fecha FIFA de septiembre, contra Panamá y Costa Rica.
Debutó con la mayor el 8 de septiembre contra Costa Rica, en el Estadio Nacional de San José, ingresó al minuto 62 por Jonathan Rodríguez pero perdieron 1 a 0.
Por segunda vez fue convocado el 29 de septiembre, para disputar las 2 primera fechas eliminatorias para el Mundial en 2018. No tuvo minutos pero Uruguay derrotó a Bolivia en La Paz y a Colombia en Montevideo.
Su tercer llamado fue en la siguiente fecha FIFA, para jugar las fechas 3 y 4 de las eliminatorias. Debutó en una competición oficial el 12 de noviembre en Quito, ingresó a los minutos finales para jugar contra Ecuador pero perdieron 2 a 1.
El 29 de abril de 2016, fue reservado por Tabárez, en el plantel preliminar de la Copa América Centenario.
| Partidos | Partidos   | Partidos  | Partidos                | Partidos              | Partidos                      | Partidos | Partidos    | Partidos                   | Partidos |
| N.º      | Rival      | Resultado | Fecha                   | Lugar                 | Competencia                   | Goles    | Asistencias | Cambio                     | Ref.     |
| -------- | ---------- | --------- | ----------------------- | --------------------- | ----------------------------- | -------- | ----------- | -------------------------- | -------- |
| 1        | Costa Rica | 0:1 (0:1) | 8 de septiembre de 2015 | San José · Costa Rica | Amistoso                      | -        | -           | 62' por Jonathan Rodríguez | 1        |
| 2        | Ecuador    | 1:2 (0:1) | 12 de noviembre de 2015 | Quito · Ecuador       | Eliminatorias para Rusia 2018 | -        | -           | 85' por Abel Hernández     | 2        |

## Estadísticas

### Clubes
Actualizado al último partido disputado el 8 de mayo de 2023.
| Club | Div.          | Temporada     | Liga  | Liga  | Liga   | Copas nacionales | Copas nacionales | Copas nacionales | Torneos internacionales(1) | Torneos internacionales(1) | Torneos internacionales(1) | Total | Total | Total  |
| Club | Div.          | Temporada     | Part. | Goles | Asist. | Part.            | Goles            | Asist.           | Part.                      | Goles                      | Asist.                     | Part. | Goles | Asist. |
| --- | ------------- | ------------- | ----- | ----- | ------ | ---------------- | ---------------- | ---------------- | -------------------------- | -------------------------- | -------------------------- | ----- | ----- | ------ |
| C. A. River Plate · Uruguay | 1.ª           | 2010-11       | 1     | 0     | 0      | ―                | ―                | ―                | ―                          | ―                          | ―                          | 1     | 0     | 0      |
| C. A. River Plate · Uruguay | 1.ª           | 2011-12       | 8     | 1     | 0      | ―                | ―                | ―                | ―                          | ―                          | ―                          | 8     | 1     | 0      |
| C. A. River Plate · Uruguay | 1.ª           | 2012-13       | 8     | 1     | 0      | ―                | ―                | ―                | ―                          | ―                          | ―                          | 8     | 1     | 0      |
| C. A. River Plate · Uruguay | 1.ª           | 2013-14       | 22    | 8     | 3      | ―                | ―                | ―                | 4                          | 2                          | 0                          | 26    | 10    | 3      |
| C. A. River Plate · Uruguay | 1.ª           | 2014-15       | 29    | 21    | 6      | ―                | ―                | ―                | 3                          | 3                          | 1                          | 32    | 24    | 7      |
| C. A. River Plate · Uruguay | 1.ª           | 2015-16       | 23    | 11    | 11     | ―                | ―                | ―                | 7                          | 4                          | 1                          | 30    | 15    | 12     |
| C. A. River Plate · Uruguay | Total club    | Total club    | 91    | 42    | 20     | 0                | 0                | 0                | 14                         | 9                          | 2                          | 105   | 51    | 22     |
| Málaga C. F. · España | 1.ª           | 2016-17       | 14    | 3     | 0      | 2                | 1                | 1                | ―                          | ―                          | ―                          | 16    | 4     | 1      |
| Málaga C. F. · España | Total club    | Total club    | 14    | 3     | 0      | 2                | 1                | 1                | 0                          | 0                          | 0                          | 16    | 4     | 1      |
| Real Sporting de Gijón · España | 2.ª           | 2017-18       | 38    | 17    | 4      | 1                | 0                | 0                | ―                          | ―                          | ―                          | 39    | 17    | 4      |
| Real Sporting de Gijón · España | Total club    | Total club    | 38    | 17    | 4      | 1                | 0                | 0                | 0                          | 0                          | 0                          | 39    | 17    | 4      |
| C. D. Leganés · España | 1.ª           | 2018-19       | 16    | 1     | 3      | 0                | 0                | 0                | ―                          | ―                          | ―                          | 16    | 1     | 4      |
| F. C. Copenhague Dinamarca | 1.ª           | 2019-20       | 23    | 7     | 3      | 2                | 0                | 0                | 11                         | 2                          | 1                          | 36    | 9     | 4      |
| F. C. Copenhague Dinamarca | Total club    | Total club    | 23    | 7     | 3      | 2                | 0                | 0                | 11                         | 2                          | 1                          | 36    | 9     | 4      |
| C. D. Leganés · España | 2.ª           | 2020-21       | 9     | 0     | 0      | 0                | 0                | 0                | ―                          | ―                          | ―                          | 9     | 0     | 0      |
| C. D. Leganés · España | Total club    | Total club    | 25    | 1     | 3      | 0                | 0                | 0                | 0                          | 0                          | 0                          | 25    | 1     | 3      |
| C. A. Talleres Argentina | 1.ª           | 2021          | 25    | 7     | 4      | 19               | 7                | 0                | 5                          | 0                          | 0                          | 49    | 14    | 4      |
| C. A. Talleres Argentina | 1.ª           | 2022          | 12    | 2     | 0      | 11               | 3                | 0                | 7                          | 2                          | 1                          | 30    | 7     | 1      |
| C. A. Talleres Argentina | 1.ª           | 2023          | 24    | 13    | 4      | ―                | ―                | ―                | ―                          | ―                          | ―                          | 24    | 13    | 4      |
| C. A. Talleres Argentina | Total club    | Total club    | 61    | 22    | 8      | 30               | 10               | 0                | 12                         | 2                          | 1                          | 103   | 34    | 9      |
| Total carrera | Total carrera | Total carrera | 252   | 92    | 38     | 35               | 11               | 1                | 37                         | 13                         | 4                          | 324   | 116   | 43     |
| (1)Incluidos los datos de la Copa Sudamericana (2013, 2014; 2021), Copa Libertadores (2016; 2022) y Liga Europa de la UEFA (2019-20). |               |               |       |       |        |                  |                  |                  |                            |                            |                            |       |       |        |

### Selecciones
Actualizado el 12 de noviembre de 2015.
| Sub-22 · Uruguay                                                                                              | 2014-15       | 5 | 1 | - | - | 0 | 0 | 5 | 1 |
| Sub-22 · Uruguay                                                                                              | Total sel.    | 5 | 1 | - | - | 0 | 0 | 5 | 1 |
| Absoluta · Uruguay                                                                                            | 2015-16       | 1 | 0 | - | - | 1 | 0 | 2 | 0 |
| Absoluta · Uruguay                                                                                            | Total sel.    | 1 | 0 | - | - | 1 | 0 | 2 | 0 |
| Total carrera                                                                                                 | Total carrera | 6 | 1 | - | - | 1 | 0 | 7 | 1 |
| (1)Incluidos los datos de los Juegos Panamericanos (2015) y las Eliminatorias para la Copa Mundial (2015-18). |               |   |   |   |   |   |   |   |   |

### Tripletes
| 1 | Defensor Sporting | 3:1 (2:0) | 18 de mayo de 2014  | Parque Saroldi Montevideo   | Torneo Clausura 2014             | 15', 30', 70' (pen.) | 1 |
| 2 | El Tanque Sisley  | 4:0 (1:0) | 25 de mayo de 2015  | Parque Saroldi Montevideo   | Torneo Clausura 2015             | 4', 81', 90+1'       | 2 |
| 3 | Atlético Tucumán  | 2:3 (0:0) | 25 de abril de 2021 | Estadio José Fierro Tucumán | Copa de la Liga Profesional 2021 | 37', 59', 69'        |   |

## Palmarés

### Títulos nacionales
| Título                        | Club            | País      | Año  |
| ----------------------------- | --------------- | --------- | ---- |
| Primera División de Argentina | Vélez Sarsfield | Argentina | 2024 |
| Supercopa Internacional       | Vélez Sarsfield | Argentina | 2024 |

### Títulos internacionales
| Título               | Club (*)       | País   | Año  |
| -------------------- | -------------- | ------ | ---- |
| Juegos Panamericanos | Uruguay sub-22 | Canadá | 2015 |

(*) Incluyendo la selección.

### Distinciones individuales
| Distinción                                                                    | Año     |
| ----------------------------------------------------------------------------- | ------- |
| 'MVP' del partido River Plate - Universidad Católica en la Copa Sudamericana  | 2014    |
| Mejor jugador de la etapa del Campeonato Uruguayo de Fútbol 2014-15 - Fecha 6 | 2014    |
| Mejor jugador del Campeonato Uruguayo para Ovación                            | 2014-15 |
| XI ideal de los Juegos Panamericanos                                          | 2015    |
| Jugador revelación del Campeonato Uruguayo para AUF                           | 2014-15 |
| 'MVP' del partido River Plate - Argentinos Juniors en la Copa Suat            | 2016    |
| 'MVP' del partido River Plate - Universidad de Chile en la Copa Libertadores  | 2016    |
| 'MVP' del partido Universidad de Chile - River Plate en la Copa Libertadores  | 2016    |
| Jugador Yumbo del partido River Plate - Cerro en el Torneo Clausura           | 2016    |
| Máximo goleador de la Copa Argentina                                          | 2021    |
| Máximo goleador de la Primera División de Argentina                           | 2023    |